# Федотов, Анатолий Михайлович
Анато́лий Миха́йлович Федо́тов (3 ноября 1948, Рязань — 27 июня 2019, Новосибирск) — советский и российский учёный, член-корреспондент РАН по Отделению нанотехнологий и информационных технологий, заместитель директора Института вычислительных технологий СО РАН (Новосибирск) по науке; главные направления научной деятельности: вычислительная математика, информационные технологии, прикладная математика.

## Биография
- В 1971 году окончил механико-математический факультет (ММФ) Новосибирского государственного университета.
- В 1979 году защитил кандидатскую диссертацию по теме «Операторные уравнения первого рода со случайными ошибками в данных».
- В 1986 году защитил докторскую диссертацию «Некорректные задачи со случайными ошибками в данных».
- С 1987 года работал заместителем директора по научной работе ВЦ СО АН СССР (Красноярск).
- В 1990 году А. М. Федотову присвоено звание профессора.
- С 1995 года работал заместителем директора по научной работе Института вычислительных технологий СО РАН.
- С 2007 года работал главным научным сотрудником Института вычислительных технологий СО РАН и проректором по информатизации Новосибирского государственного университета.

А. М. Федотов — специалист в области некорректных задач, информационных технологий, создания распределенных информационных систем, автоматизации программирования, обучения программированию.
Автор и соавтор более 350 научных работ, из них 4 монографий, автор интерактивных учебных пособий. Среди учеников А. М. Федотова 3 доктора и 22 кандидата наук.
Награждён медалью ордена «За заслуги перед Отечеством» II степени (2008).
Похоронен на Южном (Чербузинском) кладбище в Новосибирске.